# Clistoabdominalis lomholdti
Clistoabdominalis lomholdti är en tvåvingeart som först beskrevs av Foldvari 2003.  Clistoabdominalis lomholdti ingår i släktet Clistoabdominalis och familjen ögonflugor.
Artens utbredningsområde är Namibia. Inga underarter finns listade i Catalogue of Life.